# Maksim Paskotši
Maksim Paskotši (Tallinn, 19 gennaio 2003) è un calciatore estone, difensore del Gent e della nazionale estone.

## Caratteristiche tecniche
È un difensore centrale.

## Carriera

### Club
Cresciuto nel settore giovanile del Flora Tallinn, Paskotši debutta con la prima squadra (e fra i professionisti) il 20 giugno 2020, a 17 anni, in occasione dell'incontro di coppa nazionale vinto per 4-2 contro l'Elva.
Il 21 settembre dello stesso anno, viene acquistato dal Tottenham, in Premier League. Debutta con la prima squadra degli Spurs il 19 agosto 2021, sostituendo Cameron Carter-Vickers all'87º minuto della gara di andata dei play-off di Conference League contro il Paços Ferreira, persa 1-0.
Il 6 settembre 2023, Paskotši passa a titolo definitivo al Grasshoppers, squadra della massima serie svizzera, con cui firma un contratto triennale.
Il 4 agosto 2025 viene ufficializzato il suo trasferimento in Belgio, al Gent, con cui firma un contratto quadriennale.

### Nazionale
Il 24 marzo 2021, Paskotši debutta con la nazionale maggiore estone, scendendo in campo da titolare nell'incontro di qualificazione per i Mondiali 2022 contro la Rep. Ceca, perso 6-2.
Il 22 marzo 2025 realizza il suo primo gol per la massima selezione estone nella sconfitta per 2-1 contro Israele.

## Statistiche

### Presenze e reti nei club
Statistiche aggiornate al 13 maggio 2023.
| Stagione         | Squadra          | Campionato       | Campionato | Campionato | Coppe nazionali | Coppe nazionali | Coppe nazionali | Coppe continentali | Coppe continentali | Coppe continentali | Altre coppe | Altre coppe | Altre coppe | Totale | Totale | Totale |
| Stagione         | Squadra          | Comp             | Pres       | Reti       | Comp            | Pres            | Reti            | Comp               | Pres               | Reti               | Comp        | Pres        | Reti        | Pres   | Reti   |        |
| ---------------- | ---------------- | ---------------- | ---------- | ---------- | --------------- | --------------- | --------------- | ------------------ | ------------------ | ------------------ | ----------- | ----------- | ----------- | ------ | ------ | ------ |
| 2018             | Flora Tallinn II | EL               | 4          | 0          |                 | -               | -               |                    | -                  | -                  |             | -           | -           | 4      | 0      |        |
| 2019             | Flora Tallinn II | EL               | 18         | 0          |                 | -               | -               |                    | -                  | -                  |             | -           | -           | 18     | 0      |        |
| 2020             | Flora Tallinn II | EL               | 9          | 0          |                 | -               | -               |                    | -                  | -                  |             | -           | -           | 9      | 0      |        |
| 2020             | Flora Tallinn    | ML               | 0          | 0          | CE              | 1               | 0               |                    | -                  | -                  | SE          | 0           | 0           | 1      | 0      |        |
| 2021-2022        | Tottenham        | PL               | 0          | 0          | FACup+CdL       | 0               | 0               | UECL               | 1                  | 0                  |             | -           | -           | 1      | 0      |        |
| 2022-2023        | Tottenham        | PL               | 0          | 0          | FACup+CdL       | 0               | 0               | UCL                | 0                  | 0                  |             | -           | -           | 0      | 0      |        |
| Totale Tottenham | Totale Tottenham | Totale Tottenham | 0          | 0          |                 | 0               | 0               |                    | 1                  | 0                  |             | 0           | 0           | 1      | 0      |        |
| Totale carriera  | Totale carriera  | Totale carriera  | 31         | 0          |                 | 1               | 0               |                    | 1                  | 0                  |             | 0           | 0           | 33     | 0      |        |

### Cronologia presenze e reti in nazionale
| Cronologia completa delle presenze e delle reti in nazionale ― Estonia | Cronologia completa delle presenze e delle reti in nazionale ― Estonia | Cronologia completa delle presenze e delle reti in nazionale ― Estonia | Cronologia completa delle presenze e delle reti in nazionale ― Estonia | Cronologia completa delle presenze e delle reti in nazionale ― Estonia | Cronologia completa delle presenze e delle reti in nazionale ― Estonia | Cronologia completa delle presenze e delle reti in nazionale ― Estonia | Cronologia completa delle presenze e delle reti in nazionale ― Estonia |
| Data                                                                   | Città                                                                  | In casa                                                                | Risultato                                                              | Ospiti                                                                 | Competizione                                                           | Reti                                                                   | Note                                                                   |
| ---------------------------------------------------------------------- | ---------------------------------------------------------------------- | ---------------------------------------------------------------------- | ---------------------------------------------------------------------- | ---------------------------------------------------------------------- | ---------------------------------------------------------------------- | ---------------------------------------------------------------------- | ---------------------------------------------------------------------- |
| 24-3-2021                                                              | Lublino                                                                | Estonia                                                                | 2 – 6                                                                  | Rep. Ceca                                                              | Qual. Mondiali 2022                                                    | -                                                                      |                                                                        |
| 27-3-2021                                                              | Minsk                                                                  | Bielorussia                                                            | 4 – 2                                                                  | Estonia                                                                | Qual. Mondiali 2022                                                    | -                                                                      | 87’                                                                    |
| 31-3-2021                                                              | Solna                                                                  | Svezia                                                                 | 1 – 0                                                                  | Estonia                                                                | Amichevole                                                             | -                                                                      |                                                                        |
| 1-6-2021                                                               | Vilnius                                                                | Lituania                                                               | 0 – 1                                                                  | Estonia                                                                | Coppa del Baltico 2021                                                 | -                                                                      | 68’                                                                    |
| 10-6-2021                                                              | Tallinn                                                                | Estonia                                                                | 2 – 1                                                                  | Lettonia                                                               | Coppa del Baltico 2021                                                 | -                                                                      | 27’ 83’                                                                |
| 5-9-2021                                                               | Tallinn                                                                | Estonia                                                                | 0 – 1                                                                  | Irlanda del Nord                                                       | Amichevole                                                             | -                                                                      |                                                                        |
| 8-9-2021                                                               | Cardiff                                                                | Galles                                                                 | 0 – 0                                                                  | Estonia                                                                | Qual. Mondiali 2022                                                    | -                                                                      | 86’                                                                    |
| 8-10-2021                                                              | Tallinn                                                                | Estonia                                                                | 2 – 0                                                                  | Bielorussia                                                            | Qual. Mondiali 2022                                                    | -                                                                      | 59’ 87’                                                                |
| 11-10-2021                                                             | Tallinn                                                                | Estonia                                                                | 0 – 1                                                                  | Galles                                                                 | Qual. Mondiali 2022                                                    | -                                                                      |                                                                        |
| 13-11-2021                                                             | Bruxelles                                                              | Belgio                                                                 | 3 – 1                                                                  | Estonia                                                                | Qual. Mondiali 2022                                                    | -                                                                      |                                                                        |
| 16-11-2021                                                             | Praga                                                                  | Rep. Ceca                                                              | 2 – 0                                                                  | Estonia                                                                | Qual. Mondiali 2022                                                    | -                                                                      | 29’ 86’                                                                |
| 24-3-2022                                                              | Tallinn                                                                | Estonia                                                                | 0 – 0                                                                  | Cipro                                                                  | UEFA Nations League 2020-2021 - Play-out                               | -                                                                      | 80’                                                                    |
| 2-6-2022                                                               | Tallinn                                                                | Estonia                                                                | 2 – 0                                                                  | San Marino                                                             | UEFA Nations League 2022-2023 - 1º turno                               | -                                                                      | 69’                                                                    |
| 5-6-2022                                                               | Pamplona                                                               | Argentina                                                              | 5 – 0                                                                  | Estonia                                                                | Amichevole                                                             | -                                                                      |                                                                        |
| 9-6-2022                                                               | Ta' Qali                                                               | Malta                                                                  | 1 – 2                                                                  | Estonia                                                                | UEFA Nations League 2022-2023 - 1º turno                               | -                                                                      |                                                                        |
| 13-6-2022                                                              | Tirana                                                                 | Albania                                                                | 0 – 0                                                                  | Estonia                                                                | Amichevole                                                             | -                                                                      |                                                                        |
| 23-3-2023                                                              | Budapest                                                               | Ungheria                                                               | 1 – 0                                                                  | Estonia                                                                | Amichevole                                                             | -                                                                      | 84’                                                                    |
| 27-3-2023                                                              | Linz                                                                   | Austria                                                                | 2 – 1                                                                  | Estonia                                                                | Qual. Euro 2024                                                        | -                                                                      | 34’                                                                    |
| 9-9-2023                                                               | Tallinn                                                                | Estonia                                                                | 0 – 5                                                                  | Svezia                                                                 | Qual. Euro 2024                                                        | -                                                                      |                                                                        |
| 12-9-2023                                                              | Bruxelles                                                              | Belgio                                                                 | 5 – 0                                                                  | Estonia                                                                | Qual. Euro 2024                                                        | -                                                                      |                                                                        |
| 13-10-2023                                                             | Tallinn                                                                | Estonia                                                                | 0 – 2                                                                  | Azerbaigian                                                            | Qual. Euro 2024                                                        | -                                                                      |                                                                        |
| 17-10-2023                                                             | Tallinn                                                                | Estonia                                                                | 1 – 1                                                                  | Thailandia                                                             | Amichevole                                                             | -                                                                      |                                                                        |
| 16-11-2023                                                             | Tallinn                                                                | Estonia                                                                | 0 – 2                                                                  | Austria                                                                | Qual. Euro 2024                                                        | -                                                                      |                                                                        |
| 19-11-2023                                                             | Solna                                                                  | Svezia                                                                 | 2 – 0                                                                  | Estonia                                                                | Qual. Euro 2024                                                        | -                                                                      |                                                                        |
| 21-3-2024                                                              | Varsavia                                                               | Polonia                                                                | 5 – 1                                                                  | Estonia                                                                | Qual. Euro 2024                                                        | -                                                                      | 15’, 27’                                                               |
| 26-3-2024                                                              | Helsinki                                                               | Finlandia                                                              | 2 – 1                                                                  | Estonia                                                                | Amichevole                                                             | -                                                                      |                                                                        |
| 4-6-2024                                                               | Lucerna                                                                | Svizzera                                                               | 4 – 0                                                                  | Estonia                                                                | Amichevole                                                             | -                                                                      | cap.                                                                   |
| 8-6-2024                                                               | Tallinn                                                                | Estonia                                                                | 4 – 1                                                                  | Fær Øer                                                                | Coppa del Baltico 2024                                                 | -                                                                      |                                                                        |
| 11-6-2024                                                              | Kaunas                                                                 | Lituania                                                               | 1 – 1 (3 – 4 dtr)                                                      | Estonia                                                                | Coppa del Baltico 2024                                                 | -                                                                      | 50’                                                                    |
| 8-9-2024                                                               | Solna                                                                  | Svezia                                                                 | 3 – 0                                                                  | Estonia                                                                | UEFA Nations League 2024-2025 - 1º turno                               | -                                                                      |                                                                        |
| 11-10-2024                                                             | Tallinn                                                                | Estonia                                                                | 3 – 1                                                                  | Azerbaigian                                                            | UEFA Nations League 2024-2025 - 1º turno                               | -                                                                      | 29’                                                                    |
| 16-11-2024                                                             | Qəbələ                                                                 | Azerbaigian                                                            | 0 – 0                                                                  | Estonia                                                                | UEFA Nations League 2024-2025 - 1º turno                               | -                                                                      | 39’                                                                    |
| 19-11-2024                                                             | Bratislava                                                             | Slovacchia                                                             | 1 – 0                                                                  | Estonia                                                                | UEFA Nations League 2024-2025 - 1º turno                               | -                                                                      |                                                                        |
| 22-3-2025                                                              | Debrecen                                                               | Israele                                                                | 2 – 1                                                                  | Estonia                                                                | Qual. Mondiali 2026                                                    | 1                                                                      |                                                                        |
| 25-3-2025                                                              | Chișinău                                                               | Moldavia                                                               | 2 – 3                                                                  | Estonia                                                                | Qual. Mondiali 2026                                                    | -                                                                      |                                                                        |
| 6-6-2025                                                               | Tallinn                                                                | Estonia                                                                | 1 – 3                                                                  | Israele                                                                | Qual. Mondiali 2026                                                    | -                                                                      |                                                                        |
| 9-6-2025                                                               | Tallinn                                                                | Estonia                                                                | 0 – 1                                                                  | Norvegia                                                               | Qual. Mondiali 2026                                                    | -                                                                      |                                                                        |
| Totale                                                                 |                                                                        | Presenze                                                               | 37                                                                     |                                                                        | Reti                                                                   | 1                                                                      |                                                                        |